# Sternarchorhynchus
Sternarchorhynchus és un gènere de peixos pertanyent a la família dels apteronòtids.

## Distribució geogràfica
Es troba a Sud-amèrica.

## Taxonomia
- Sternarchorhynchus axelrodi (De Santana & Vari, 2010)[3]
- Sternarchorhynchus britskii (Campos-da-Paz, 2000)[4]
- Sternarchorhynchus caboclo (De Santana & Nogueira, 2006)[5]
- Sternarchorhynchus chaoi (De Santana & Vari, 2010)[3]
- Sternarchorhynchus cramptoni (De Santana & Vari, 2010)[3]
- Sternarchorhynchus curumim (De Santana & Crampton, 2006)[6]
- Sternarchorhynchus curvirostris (Boulenger, 1887)[7]
- Sternarchorhynchus freemani (De Santana & Vari, 2010)[3]
- Sternarchorhynchus galibi (De Santana & Vari, 2010)[3]
- Sternarchorhynchus gnomus (De Santana & Taphorn, 2006)[8]
- Sternarchorhynchus goeldii (De Santana & Vari, 2010)[3]
- Sternarchorhynchus hagedornae (De Santana & Vari, 2010)[3]
- Sternarchorhynchus higuchii (De Santana & Vari, 2010)[3]
- Sternarchorhynchus inpai (De Santana & Vari, 2010)[3]
- Sternarchorhynchus jaimei (De Santana & Vari, 2010)[3]
- Sternarchorhynchus kokraimoro (De Santana & Vari, 2010)[3]
- Sternarchorhynchus mareikeae (De Santana & Vari, 2010)[3]
- Sternarchorhynchus marreroi (De Santana & Vari, 2010)[3]
- Sternarchorhynchus mendesi (De Santana & Vari, 2010)[3]
- Sternarchorhynchus mesensis (Campos-da-Paz, 2000)[9]
- Sternarchorhynchus montanus (De Santana & Vari, 2010)[3]
- Sternarchorhynchus mormyrus (Steindachner, 1868)[10]
- Sternarchorhynchus oxyrhynchus (Müller & Troschel, 1849)[11]
- Sternarchorhynchus retzeri (De Santana & Vari, 2010)[3]
- Sternarchorhynchus roseni (Mago-Leccia, 1994)[12]
- Sternarchorhynchus schwassmanni (De Santana & Vari, 2010)[3]
- Sternarchorhynchus severii (De Santana & Nogueira, 2006)[13]
- Sternarchorhynchus starksi (De Santana & Vari, 2010)[3]
- Sternarchorhynchus stewarti (De Santana & Vari, 2010)[3]
- Sternarchorhynchus taphorni (De Santana & Vari, 2010)[3]
- Sternarchorhynchus villasboasi (De Santana & Vari, 2010)[3]
- Sternarchorhynchus yepezi (De Santana & Vari, 2010)[3][14][15][16][17][18][19]